# Оснієль Мельґарехо
Оснієль Ласаро Мельґарехо Ернандес (ісп. Osniel Lázaro Melgarejo Hernández) — кубинський волейболіст, догравальник італійського клубу «Алліянц» (Мілан) та збірної Куби.
Грав у клубах «Санкті Спиритус» (2015—2016), «Панатінаїкос» (2016—2017), аргентинських «UNTreF Vóley» (2017—2018), «Обрас де Сан Хуан» (Obras San Juan Voley, 2018—2019), «Болівар Волей» (Bolívar Voley, 2019—2020), французькому «Chaumont Volley-Ball 52» (Шомон, Верхня Марна, 2020—2022). Із сезону 2022—2023 є гравцем італійського клубу «Алліянц» із Мілану.
Став найкращим гравцем чвертьфіналів Серії А 2022—2023.

## Досягнення

### У збірній
- чемпіон Північної і Центральної Америки та Карибів 2019

### У клубах
- бронзовий призер Клубної першости Південної Америки
- володар Кубка Франції
- володар Суперкубка Франції